# Ubbo Emmius

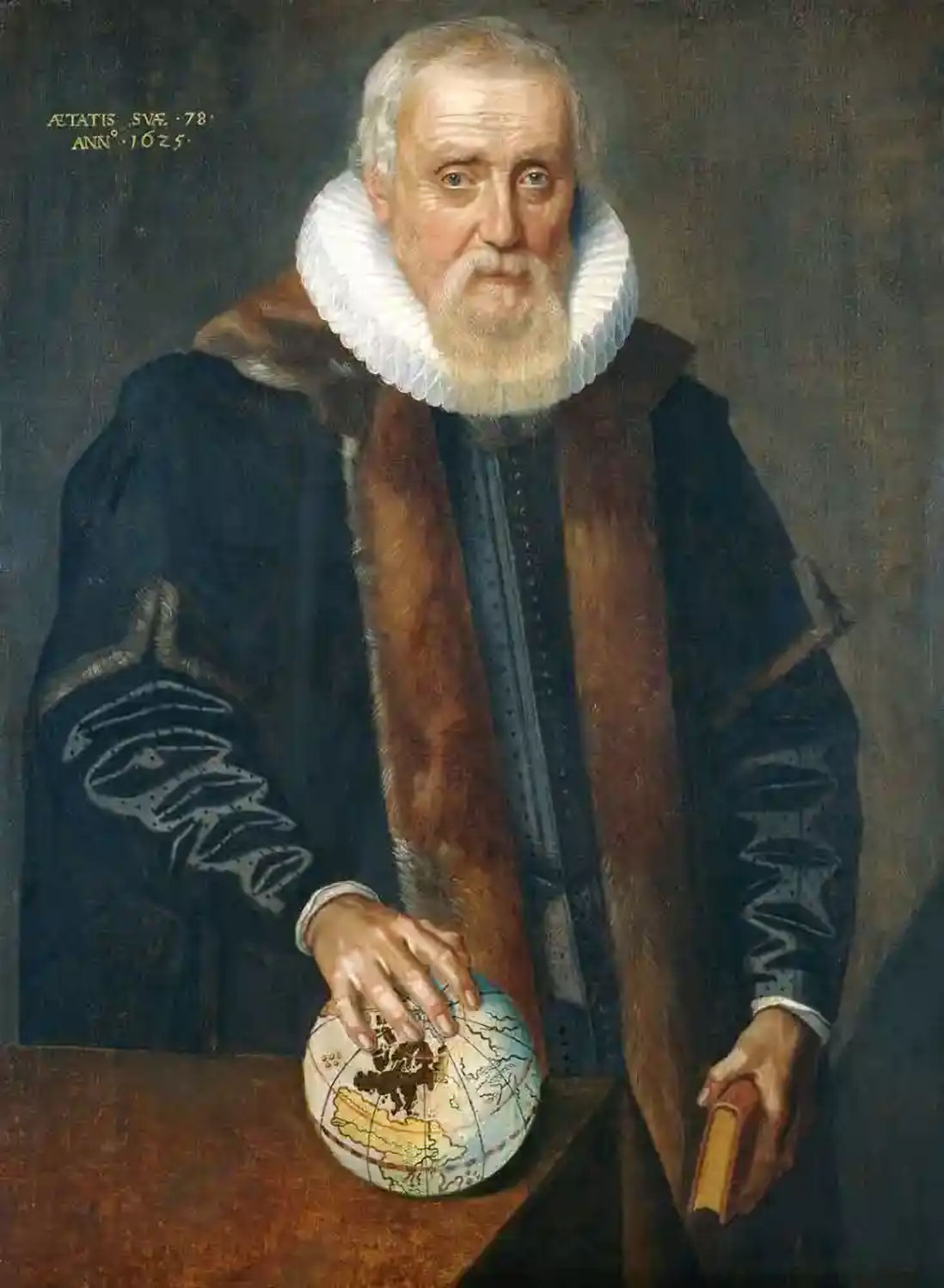
Ubbo Emmius

Ubbo Emmius (Greetsiel, 5 de diciembre de 1547 - Groninga, 9 de diciembre de 1625) fue un historiador y geógrafo alemán.

## Biografía
Ubbo Emmius nació el 5 de diciembre de 1557 en Greetsiel, Frisia oriental. Desde los nueve hasta los dieciocho años, estudió en una escuela de latín, antes de tener de salir por la muerte de su padre, un predicador luterano. Después de estudiar en Rostock, a la edad de treinta, Emmius tomó clases en Ginebra con Theodorus Beza, un calvinista que lo influenció en gran medida.
Al regresar a Frisia Oriental para el año 1579, tomó el cargo de rector en la misma escuela en la que recibió educación, el colegio de Norden. Posteriormente fue despedido por el tribunal local en 1587 porque, como un calvinista, no se suscribiría a la confesión de Augsburgo. Después de esto, en 1588, el conde calvinista Johan le ofreció el cargo de rector en la escuela latina de Leer. Pese a que continuaba en Leer, es sabido que Emmius había mantenido correspondencia con muchas otras personas importantes de la época que habían huido de Groninga después que de la región cayó en manos de los españoles. Cuando Groninga rindió al Príncipe Maurits en 1594, los que habían abandonado la zona retornaron y le ofrecieron el puesto de rector en la escuela St.Maarten. En 1614, cuando se tomó la decisión de formar una universidad, Emmius estuvo bajo la dirección. Por consiguiente, fue escogido como el director y a su vez trabajó como profesor de historia y griego, y por último se convirtió en el primer rector magnificus de la Academia, en la cual él se formó.

### Muerte
Emmius murió el 9 de diciembre de 1625 en Groninga; en su lápida se lee: 

Para la memoria inmortal del famoso y fiel señor Ubbo Emmius, un Frisio de Greetsiel, el primer rector de la academia, teólogo de la doctrina pura, el excelente filólogo, perfecto historiador.

### Obras
Emmius hizo grandes aportes para la historiografía. Sus obras principales fueron sobre la historia de los territorios de Frisia, como su obra de seis partes Rerum Frisicarum historiae decades realizado desde 1592 a 1616. Una de sus ostras obras importantes fue Chronologicum, en la que comparó las historias de varias naciones que utilizaban diferentes calendarios.
Entre sus otras obras se encuentran:
- Opus chronologicum (Groninga, 1619)
- Vetus Graecia illustrata (Leiden, 1626)
- Historia temporis nostri, el cual fue su primer trabajo publicado en Groninga en 1732

Un relato de su vida, escrita por Nicholas Mulerius, se publicó, con las vivencias de otros profesores de la universidad de Groninga, en 1638.